# Changes (Catapilla)
Changes (1972) è un album dei Catapilla.

## Tracce
1. Reflections – 12:14
2. Charing Cross – 6:48
3. Thank Christ for George – 12:11
4. It Could Only Happen to Me – 6:56

## Formazione
- Anna Meek - voce
- Robert Calvert - sassofono alto, soprano e tenore
- Graham Wilson - chitarre
- Ralph Rolinson - tastiere
- Carl Wassard - basso
- Bryan Hanson - batteria